# Mixogastromicètids
Els mixogastromicètids (Myxogastromycetidae) són una classe d'Amoebozoa. Es pot dividir en Echinosteliales i Physariida.
Entre les seves famílies es troben els fongs mucilaginosos Didymiaceae.